# Zhoushan
Zhoushan (xinès simplificat: 舟山市 ; pinyin:Zhōushānshì), antigament romanitzat com a Chusan, és un arxipèlag urbanitzat amb l'estatus administratiu de ciutat a nivell de prefectura a la província xinesa de Zhejiang. Consta d'un arxipèlag d'illes al costat sud de la badia de Hangzhou, davant de Ningbo. La ciutat de la prefectura pròpiament dita és Dinghai a l'illa de Zhoushan, ara administrada com el districte de Dinghai. Segons el cens de 2020, la població de la prefectura de Zhoushan era d'1.157.817 habitants, dels quals 882.932 vivien a l'àrea urbanitzada (o metropolitana) formada pels dos districtes urbans de Dinghai i Putuo.

## Història
L'arxipèlag va ser habitat fa 6.000 anys durant el Neolític per gent de la cultura Hemudu. Durant el període de Primaveres i Tardors, Zhoushan es deia Yongdong, en referència a la seva ubicació a l'est del riu Yong. En aquell moment, pertanyia a l'estat de Yue. Els pescadors i mariners que habitaven les illes sovint es dedicaven a la pirateria i es convertien en reclutes per als aixecaments contra les autoritats centrals. En l'època dels Jin orientals, les illes Zhoushan van servir de base per a la rebel·lió de Sun En. Sun En, un adherent de la secta taoista Escola de les cinc mesures d'arròs, va llançar la seva rebel·lió al voltant de l'any 400 i va ser derrotat per les forces Jin l'any 402. El Zhoushan actual es va crear per primera vegada com a comtat de Wengshan a la prefectura de Ming l'any 738 sota els Tang.
L'any 863, el monjo budista japonès Egaku (慧锷) i un Zhang-shi (张氏) local de Putuoshan van col·locar una estàtua de Guanyin a la cova Chaoyin (潮音洞) que més tard es convertiria en una destinació turística i de pelegrinatge popular. El 1073, sota els Song, va ser rebatejat com a comtat de Changguo; durant la dinastia Ming, especialment entre els anys 1530 i 1560, els pirates japonesos i xinesos van utilitzar Zhoushan com una de les seves principals bases des de la qual van llançar atacs fins a Nanjing: "Tota la costa xinesa des del nord de Shandong fins a l'oest de Guangdong va ser devastada fins a una distància de seixanta milles terra endins."
Després de la repressió dels pirates, Zhoushan es va convertir en un important port d'entrada comercial. Sota l'inici de la dinastia Qing, va tenir un paper similar a Xiamen i Guangzhou com a port freqüent d'escala per als comerciants occidentals. La prefectura de Changguo es va convertir en el comtat de Dinghai dins de la província de Zhejiang el 1688 sota els Qing. La restricció de tot el comerç europeu al port de Guangzhou el 1760 va obligar els occidentals a abandonar Zhoushan. Una de les peticions de l'ambaixador Lord Macartney a l'emperador Qianlong el 1793 va ser l'adquisició d'"una petita illa sense fortificar prop de Zhoushan per a la residència de comerciants anglesos, emmagatzematge de mercaderies i equipament de vaixells". L'Emperador Qianlong va negar aquesta petició juntament amb tota la resta.
Les forces britàniques sota el comandament del capità Charles Elliot van capturar Zhoushan els dies 5 i 6 de juliol de 1840 durant la Primera Guerra de l'Opi i la van evacuar a principis de 1841, després que Elliot arribés a un acord amb Qishan, el governador general de Tianjin i gran secretari de l'emperador Daoguang, a canvi de Hong Kong. En aquella època, Zhoushan era un port molt conegut mentre que Hong Kong encara era només un poble de pescadors. El secretari d'Afers Exteriors britànic Palmerston es va enfuriar quan va saber que Elliot va acceptar la cessió de Zhoushan a canvi de Hong Kong, descrit com "una illa estèril illa gairebé sense una casa". Elliot va ser acomiadat l'abril de 1841 pel seu error. El seu substitut Sir Henry Pottinger va dirigir una flota britànica que va recuperar Zhoushan l'1 d'octubre de 1841. La Primera Guerra de l'Opi va acabar amb la signatura del Tractat de Nanjing en què la Xina va obrir les ciutats de Guangzhou, Fuzhou, Xiamen, Ningbo i Xangai a la residència de súbdits britànics amb finalitats comercials. Com a resultat, Zhoushan ja no tenia cap utilitat per a Gran Bretanya, però va mantenir l'illa fins a 1846 com a garantia per al compliment de les estipulacions del tractat.
Zhoushan també va ser ocupada pels britànics el 1860 durant la Segona Guerra de l'Opi. Wang Yijun, un líder dels rebels Taiping, va intentar recuperar Zhoushan des de la seva guarnició Qing el 13 de febrer de 1862, però va ser derrotat i assassinat.
Després de la revolució Xinhai i l'establiment de la República de la Xina, la subprefectura de Dinghai va tornar a ser un comtat. Sun Yat-sen va visitar Zhoushan el 25 d'agost de 1916 i va escriure Viatjar a Putuo (游普陀志奇, You Putuo Zhiqi). L'1 d'octubre de 1942, el vaixell japonès Lisbon Maru transportava 1.800 presoners de guerra a Tòquio quan va ser atacat per l'USS Grouper a Qingbing (青浜) o Dongfu; un torpede el va colpejar i es va enfonsar l'endemà. Els pescadors del port proper de Dongji (东极乡) van rescatar 384 dels presoners britànics de les restes del vaixell. Enmig de la guerra civil xinesa, el comtat de Dinghai va perdre Shengsi, que es va convertir en un districte controlat directament de l'arxipèlag de Jiangsu el 1946, i més tard un comtat separat l'octubre de 1949. Al novembre, els comunistes van desembarcar a l'illa de Dengbu, però van ser rebutjats pels defensors.
No obstant això, Zhoushan va ser envaït pels comunistes el 17 de maig de 1950. El març de 1953, el Consell de Ministres va optar per establir la prefectura de Zhoushan, retornant Shengsi i dividint Dinghai en Dinghai, Putuo i Daishan. El comtat de Xiangshan de Ningbo també es va incorporar breument a aquesta nova prefectura des de 1954 fins a 1958. De 1958 a maig de 1962, Zhoushan es va incorporar a Ningbo abans de tornar-se a convertir en una prefectura separada. Shengsi va ser assignat temporalment a Xangai a principis dels anys 60. El comtat de Daqu (大衢縣), de curta durada, es va crear el 1962 abans de ser dividit entre Daishan i Shengsi quatre anys més tard.
Zhoushan va ser ascendit a una "ciutat" a nivell de prefectura el 27 de gener de 1987, amb els comtats de Dinghai i Putuo actualitzats a districtes. El Govern Popular municipal es va constituir el 8 de març d'aquell any. L'abril del mateix any, els ports de Zhoushan es van obrir als vaixells estrangers. El 10 d'abril de 1988 es va convertir en una zona econòmica oberta costanera.

## Administració
La ciutat-prefectura de Zhoushan administra 2 districtes i 2 comtats.
| Mapa                                                  | Mapa   | Mapa         | Mapa            | Mapa                  |
| ----------------------------------------------------- | ------ | ------------ | --------------- | --------------------- |
| Dinghai Putuo Comtat de · Daishan Comtat de · Shengsi |        |              |                 |                       |
| Subdivisió                                            | Xinès  | Pinyin       | Població (2010) | Superfície Area (km²) |
| Districte de Dinghai                                  | 定海区 | Dìnghǎi Qū   | 464.184         | 568,8                 |
| Districte de Putuo                                    | 普陀区 | Pǔtuó Qū     | 378.805         | 458,6                 |
| Comtat de Daishan                                     | 岱山县 | Dàishān Xiàn | 202.164         | 326,5                 |
| Comtat de Shengsi                                     | 嵊泗县 | Shèngsì Xiàn | 76.108          | 86,0                  |